# Germán Varela
Germán Varela Larraín (Santiago, Chile, 14 de julio de 1977) es un jinete chileno de rodeo. 
Se coronó campeón de Chile al ganar junto a Pedro Pablo Vergara el Campeonato Nacional de Rodeo de 2011, montando a "Fogoso" y "Puntilla", totalizando 35 puntos y representando a la Asociación de Rodeo Chileno de O'Higgins.
Después de su logro de 2011 continuó con buenas temporadas, recibiendo una serie de premios y reconocimientos, como el de Mejor Deportista de la Zona Sur en 2023. Junto a Mario Matzner ha formado una exitosa collera, juntos han clasificado a múltiples campeonatos nacionales, incluyendo su décima participación consecutiva en 2025, consolidándose como una de las duplas más consistentes del rodeo chileno.

## Campeonatos nacionales
| Año  | Collera             | Caballos              | Puntaje | Asociación |
| ---- | ------------------- | --------------------- | ------- | ---------- |
| 2011 | Pedro Pablo Vergara | "Fogoso" y "Puntilla" | 35      | O'Higgins  |

### Terceros campeonatos
- 2019: junto con Mario Matzner, montando a "Mariachi" y "Tío Lalo" con 36 puntos.